# ایلیف (کلرادو)
ایلیف (به انگلیسی: Iliff) شهری در ایالت کلرادو کشور ایالات متحده آمریکا است که جمعیت آن در سرشماری سال ۲۰۱۰ میلادی، ۲۶۶ نفر بوده‌است.